# Конкурсное производство
Конкурсное производство представляет завершающую процедуру банкротства коммерческой организации-должника в российском правовом поле.

## Общие положения о конкурсном производстве
Конкурсное производство — процедура, применяемая в деле о банкротстве к должнику, признанному банкротом, в целях соразмерного удовлетворения требований кредиторов. Конкурсное производство вводится на срок до шести месяцев. Срок конкурсного производства может продлеваться по ходатайству лица, участвующего в деле, не более чем на шесть месяцев. Определение арбитражного суда о продлении срока конкурсного производства подлежит немедленному исполнению и может быть обжаловано в порядке, установленном законом.

### Цели введения конкурсного производства
- поиск и аккумулирование имущества должника;
- ликвидация организации;
- соразмерное удовлетворение требований кредиторов.

С момента открытия конкурсного производства должник называется банкротом. В решении суда об открытии конкурсного производства должна содержаться следующая информация:
- о признании должника банкротом;
- о назначении конкурсного управляющего;
- о последствиях открытия конкурсного производства;
- о сроках продолжительности конкурсного производства и о предоставлении отчета конкурсным управляющим в установленные сроки.

### Последствия открытия конкурсного производства
- наступление срока исполнения всех обязательств должника;
- прекращается начисление процентов, неустоек (штрафов, пеней) и иных санкций за неисполнение или ненадлежащее исполнение денежных обязательств и обязательных платежей;
- сведения о финансовом состоянии должника прекращают относиться к сведениям, признанным конфиденциальными или составляющим коммерческую тайну;
- прекращается совершение сделок, связанных с отчуждением имущества должника (свыше 5 % от общего имущества должника) или влекущих за собой передачу его имущества третьим лицам в пользование;
- прекращается исполнение по исполнительным документам, в том числе по исполнительным документам, исполнявшимся в ходе ранее введенных процедур, применяемых в деле о банкротстве;
- исполнительные документы, исполнение по которым прекратилось, подлежат передаче судебными приставами-исполнителями конкурсному управляющему;
- снимаются ранее наложенные аресты на имущество должника и иные ограничения распоряжения имуществом должника[2];
- прекращаются полномочия руководителя должника;
- все требования кредиторов могут быть предъявлены только в ходе конкурсного производства;
- С момента принятия арбитражным судом решения о признании индивидуального предпринимателя банкротом и об открытии конкурсного производства утрачивает силу государственная регистрация гражданина в качестве индивидуального предпринимателя, а также аннулируются выданные ему лицензии на осуществление отдельных видов предпринимательской деятельности (п. 1 ст. 126 Федерального закона от 26.10.2002 г. № 127-ФЗ «О несостоятельности (банкротстве)».

Решение о признании предприятия банкротом и открытии конкурсного производства публикуется в газете Коммерсантъ с изложением существенных обстоятельств: порядка, сроков предъявления требований, наименования суда, и т. п.

## Конкурсный управляющий
Конкурсный управляющий — это лицо, назначаемое арбитражным судом при принятии решения о признании должника банкротом и об открытии конкурсного производства для проведения конкурсного производства и осуществления иных полномочий, установленных Федеральным Законом «О несостоятельности (банкротстве)».
Конкурсный управляющий действует до даты завершения конкурсного производства. Деятельность конкурсного управляющего завершается представлением в арбитражный суд отчета, к которому прилагаются документы, подтверждающие продажу имущества должника:
- Документы, подтверждающие продажу имущества должника
- Реестр требований кредиторов с указанием размера погашенных требований
- Документы, подтверждающие погашение требований кредиторов.

После рассмотрения отчета конкурсного управляющего, арбитражный суд выносит определение о завершении конкурсного производства. Данное определение представляется конкурсным управляющим в орган, осуществляющий государственную регистрацию. На основании определения суда в единый государственный реестр юридических лиц вносится запись о ликвидации организации-должника.

### Полномочия конкурсного управляющего
Конкурсный управляющий обязан:
- принять в ведение имущество должника, провести инвентаризацию такого имущества;
- привлечь оценщика для оценки имущества должника;
- принимать меры, направленные на поиск, выявление и возврат имущества должника, находящегося у третьих лиц;
- принимать меры по обеспечению сохранности имущества должника;
- уведомлять работников должника о предстоящем увольнении не позднее чем в течение месяца с даты введения конкурсного производства;
- предъявлять к третьим лицам, имеющим задолженность перед должником, требования о её взыскании;
- заявлять в установленном порядке возражения относительно требований кредиторов, предъявленных к должнику;
- вести реестр требований кредиторов;
- передавать на хранение документы должника, подлежащие обязательному хранению в соответствии с федеральными законами. Порядок и условия передачи документов должника на хранение устанавливаются федеральными законами и иными нормативными правовыми актами Российской Федерации;
- заключать сделки, в совершении которых имеется заинтересованность, только с согласия собрания кредиторов или комитета кредиторов;
- предъявить требования к третьим лицам, которые в соответствии с законодательством Российской Федерации несут субсидиарную ответственность по обязательствам должника. Размер ответственности определяется, исходя из разницы между размером требований кредиторов, включенных в реестр требований кредиторов, и денежными средствами, вырученными от продажи имущества должника или замещения активов организации-должника;
- по требованию арбитражного суда предоставлять арбитражному суду все сведения, касающиеся конкурсного производства, в том числе отчет о своей деятельности.

Конкурсный управляющий вправе:
- распоряжаться имуществом должника в порядке и на условиях, которые установлены Федеральным законом, увольнять работников должника, в том числе руководителя должника, в порядке и на условиях, которые установлены федеральным законом.

Конкурсный управляющий представляет собранию кредиторов отчет о своей деятельности, информацию о финансовом состоянии должника и его имуществе на момент открытия конкурсного производства и в ходе конкурсного производства, а также иную информацию не реже чем один раз в три месяца, если собранием кредиторов не установлены более продолжительный период или сроки представления отчета.
Конкурсный управляющий может быть отстранен арбитражным судом от исполнения обязанностей.

### Контроль за деятельностью конкурсного управляющего
1. Конкурсный управляющий представляет собранию кредиторов (комитету кредиторов) отчет о своей деятельности, информацию о финансовом состоянии должника и его имуществе на момент открытия конкурсного производства и в ходе конкурсного производства, а также иную информацию не реже чем один раз в три месяца, если собранием кредиторов не установлено иное.
2. В отчете конкурсного управляющего должны содержаться сведения:
- о сформированной конкурсной массе, в том числе о ходе и об итогах инвентаризации имущества должника, о ходе и результатах оценки имущества должника;
- о размере денежных средств, поступивших на основной счет должника, об источниках данных поступлений;
- о ходе реализации имущества должника с указанием сумм, поступивших от реализации имущества;
- о количестве и об общем размере требований о взыскании задолженности, предъявленных конкурсным управляющим к третьим лицам;
- о предпринятых мерах по обеспечению сохранности имущества должника, а также по выявлению и истребованию имущества должника, находящегося во владении у третьих лиц;
- о предпринятых мерах по признанию недействительными сделок должника, а также по заявлению отказа от исполнения договоров должника;
- о ведении реестра требований кредиторов с указанием общего размера требований кредиторов, включенных в реестр, и отдельно — относительно каждой очереди;
- о количестве работников должника, продолжающих свою деятельность в ходе конкурсного производства, а также о количестве уволенных (сокращенных) работников должника в ходе конкурсного производства;
- о проведенной конкурсным управляющим работе по закрытию счетов должника и её результатах;
- о сумме расходов на проведение конкурсного производства с указанием их назначения;
- о привлечении к субсидиарной ответственности третьих лиц[6], которые в соответствии с законодательством Российской Федерации несут субсидиарную ответственность по обязательствам должника в связи с доведением его до банкротства;иные сведения о ходе конкурсного производства, состав которых определяется конкурсным управляющим, а также требованиями собрания кредиторов (комитета кредиторов) или арбитражного суда.

3. Конкурсный управляющий обязан по требованию арбитражного суда предоставлять арбитражному суду все сведения, касающиеся конкурсного производства, в том числе отчет о своей деятельности.

## Конкурсная масса
Bce имущество должника, имеющееся на момент открытия конкурсного производства и выявленное в ходе конкурсного производства, составляет конкурсную массу. В целях правильного ведения учёта имущества должника, которое составляет конкурсную массу, конкурсный управляющий вправе привлекать бухгалтеров, аудиторов и иных специалистов
Конкурсная масса — это:
- основные и оборотные средства;
- нематериальные активы;
- дебиторская задолженность;
- прочие и активы, находящиеся на балансе должника.

### Имущество должника, не включаемое в конкурсную массу
Из имущества должника, которое составляет конкурсную массу, исключаются имущество, изъятое из оборота, имущественные права, связанные с личностью должника, в том числе права, основанные на имеющейся лицензии на осуществление отдельных видов деятельности, а также иное предусмотренное Федеральным законом имущество.
Не включается в конкурсную массу арендованное должником имущество, находящееся на ответственном хранении должника, за исключением имущества, на которое в соответствии с законодательством или учредительным документом организации может быть наложено взыскание по обязательствам должника. Включению в конкурсную массу подлежат также объекты социально-коммунальной сферы, находящиеся на балансе должника, за исключением жилищного фонда, детских дошкольных учреждений и отдельных жизненно важных для данного региона объектов производственной и коммунальной инфраструктуры, которые должны быть приняты на баланс соответствующих органов местного самоуправления.

### Оценка имущества должника
Арбитражный управляющий для проведения оценки предприятия должника, иного имущества должника привлекает оценщиков и производит оплату их услуг за счет имущества должника, если иной источник оплаты не установлен собранием кредиторов или комитетом кредиторов.
Оценка имущества должника проводится оценщиком, который должен соответствовать требованиям, установленным «законодательством» Российской Федерации об оценочной деятельности, и не может являться заинтересованным лицом в отношении арбитражного управляющего, должника и его кредиторов.
Собрание кредиторов или комитет кредиторов вправе определить лицо, на которое с его согласия возлагается обязанность по оплате указанных услуг оценщиков с последующей внеочередной компенсацией произведенных им расходов за счет имущества должника.

## Удовлетворение требований кредиторов
Решение о начале продажи, форме продажи и начальной цене имущества принимается собранием кредиторов по представлению конкурсного управляющего. Продажа организуется конкурсным управляющим путём проведения электронных торгов, если иное не установлено законом. Удовлетворение требований кредиторов осуществляется за счет средств, вырученных от продажи имущества должника.
Закон устанавливает очередность удовлетворения требований кредиторов, а также содержит правила о порядке удовлетворения требований кредиторов каждой из очередей.

### Очередность удовлетворения требований кредиторов
1. Производятся расчеты по требованиям граждан, перед которыми должник несёт ответственность за причинение вреда жизни или здоровью, путём капитализации соответствующих повременных платежей, а также компенсация морального вреда. В случае, если возраст гражданина превышает семьдесят лет, период капитализации соответствующих повременных платежей составляет десять лет.
2. Производятся расчеты по выплате выходных пособий и оплате труда лиц, работающих или работавших по трудовому договору, и по выплате вознаграждений по договорам об интеллектуальной деятельности.
3. Производятся расчеты с другими кредиторами.

Вне очереди покрываются судебные расходы, расходы, связанные с выплатой вознаграждения арбитражным управляющим, текущие коммунальные и эксплуатационные платежи должника, а также требования, возникшие в ходе наблюдения, внешнего управления и конкурсного производства.

## Возможность перехода к внешнему управлению
В случае, если в отношении должника не вводились финансовое оздоровление и (или) внешнее управление, а в ходе конкурсного производства у конкурсного управляющего появились достаточные основания, в том числе основания, подтвержденные данными финансового анализа, полагать, что платежеспособность должника может быть восстановлена, конкурсный управляющий обязан созвать собрание кредиторов в течение месяца с момента выявления указанных обстоятельств в целях рассмотрения вопроса об обращении в арбитражный суд с ходатайством о прекращении конкурсного производства и переходе к внешнему управлению.

## Завершение конкурсного производства
После рассмотрения арбитражным судом отчета конкурсного управляющего о результатах проведения конкурсного производства арбитражный суд выносит определение о завершении конкурсного производства, а в случае погашения требований кредиторов — определение о прекращении производства по делу о банкротстве. Определение арбитражного суда о завершении конкурсного производства может быть обжаловано до даты внесения записи о ликвидации должника в единый государственный реестр юридических лиц. С даты внесения записи о ликвидации должника в единый государственный реестр юридических лиц конкурсное производство считается завершенным.